# The Deception
The Deception (deutsch: Die Täuschung) ist ein US-amerikanisches Filmmelodram des Regisseurs David Wark Griffith aus dem Jahr 1909. Das Drehbuch schrieb ebenfalls David Wark Griffith, nach der Kurzgeschichte A Service of Love des US-amerikanischen Schriftstellers O. Henry. Der Stummfilm ist eine Produktion der American Mutoscope and Biograph Company.

## Handlung
Das Drehbuch ist eine Adaption der Kurzgeschichte A Service of Love, die der US-amerikanische Schriftsteller O. Henry 1906 in The Four Million, seiner zweiten Sammlung von Kurzgeschichten, veröffentlichte.
Der junge Maler Harry Colton kämpft gleichermaßen erfolglos um die künstlerische Anerkennung und gegen die Armut. So entschließt er sich zur Arbeitssuche, wird aber von seiner Frau Mabel abgehalten. Sie gibt vor, eine Anstellung als Klavierlehrerin am örtlichen Konservatorium anzunehmen. Stattdessen arbeitet sie in einer Wäscherei. Am Ende des ersten Arbeitstzags schleppt sie sich erschöpft nach Hause und kauft auf dem Weg von ihrem Tageslohn, einem einzigen Dollar, die nötigsten Lebensmittel. Während sie am nächsten Tag erneut „Klavierunterricht“ am Waschbrett erteilt erscheint bei ihrem Ehemann ein Kunstfreund und erwirbt ein Gemälde für einen stattlichen Preis, nicht ohne weitere Ankäufe in Aussicht zu stellen.
In seiner grenzenlosen Freude kann Harry es nicht warten bis Mabel nach Hause kommt. Er läuft zum Konservatorium, wo er sie natürlich nicht antrifft und niemand sie kennt. In der Annahme, Mabel betrüge ihn, schreibt er wieder zu Hause angekommen einen wütenden Abschiedsbrief. Noch während er schreibt kommt Mabel von der Arbeit zurück und bietet ihm einen erschütternden Anblick. Sie ist mit den Armen in einen Kübel mit heißer Waschlauge gestürzt und hat sie sich von den Händen bis zu den Schultern verbrüht. Als Harry erkennt wie Mabel sich für ihn aufgeopfert hat will er sie umarmen, doch wegen ihrer Brandwunden kann er ihr nur die Fingerspitzen küssen.

## Produktionsnotizen
The Deception hat eine Länge von 653 Fuß und wurde zusammen mit dem Kurzfilm And a Little Child Shall Lead Them auf einer Rolle 35-mm-Film veröffentlicht. Der Film wurde am 13. März 1909 beim United States Copyright Office registriert und kam am 22. März 1909 in die Kinos.

## Kritik
The Moving Picture World lässt in ihrer Ausgabe vom 27. März 1909 einen Zuschauer aus dem Theatergeschäft zu Wort kommen, der die Filme der Biograph Company, zum Beispiel The Deception und And a Little Child Shall Lead Them, für ihren dramaturgischen Aufbau, die Leistung der Schauspieler und die suggestive Kraft der Bilder lobt. Diese Qualität würde man an den großen Theatern des Broadway erwarten.